# (52768) 1998 OR2
1998 أو أر 2 (ويعرف أيضًا باسم (52768) 1998 أو أر 2 وفق تسمية الكوكب الصغير) (بالإنجليزية: 1998 OR2)‏ هو كويكب ضمن حزام الكويكبات؛ وترتيبه 52768 من حيث الاكتشاف.
اكتُشف هذا الجُرم الفلكي بواسطة تعقب الأجرام القريبة من الأرض في 24 يوليو 1998.

## التصنيف والمدار
الكويكب 1998 OR2 هو عضو في مجموعة للكويكبات التي تمر قريبة من الأرض ،  وبالتالي لا تعبر مدار الأرض حاليًا. أقرب اقتراب للكويكب من الشمس يقع خارج أبعد مسافة بين الأرض و الشمس. عندما يكون الكويكب عند نقطة الحضيض أقل من 1.017 AU (aphelion الأرض) ، فإنه يصنف على أنه كويكب Apollo. تتقلب فئة هذا الكويكب ذهابًا وإيابًا مع مرور الوقت ، بسبب اضطرابات طفيفة في مداره.
يدور حول الشمس على مسافة بين 1.0 - 3.7 وحدة فلكية مرة كل 3 سنوات و 8 أشهر (1344 يومًا ؛ يبلغ المحور شبه الرئيسي لمداره 2.38 AU). مداره له انحراف عالٍ قدره 0.57 وميل 6 درجات بالنسبة لمسير الشمس. مع الأوج الكبير بما فيه الكفاية ، تم تصنيف هذا الكويكب أيضًا على أنه عابر للمريخ ، حيث يعبر مدار المريخ عند 1.66 وحدة فلكية .
يبدأ قوس مراقبة الجسم بالاكتشاف المسبق الذي نشره المسح الرقمي للسماء الذي تم التقاطه في مرصد Siding Spring في يونيو 1986 ، قبل أكثر من 12 عامًا من مشاهدة الاكتشاف الرسمية في مرصد Haleakala ، هاواي.

## اقترابه من الأرض

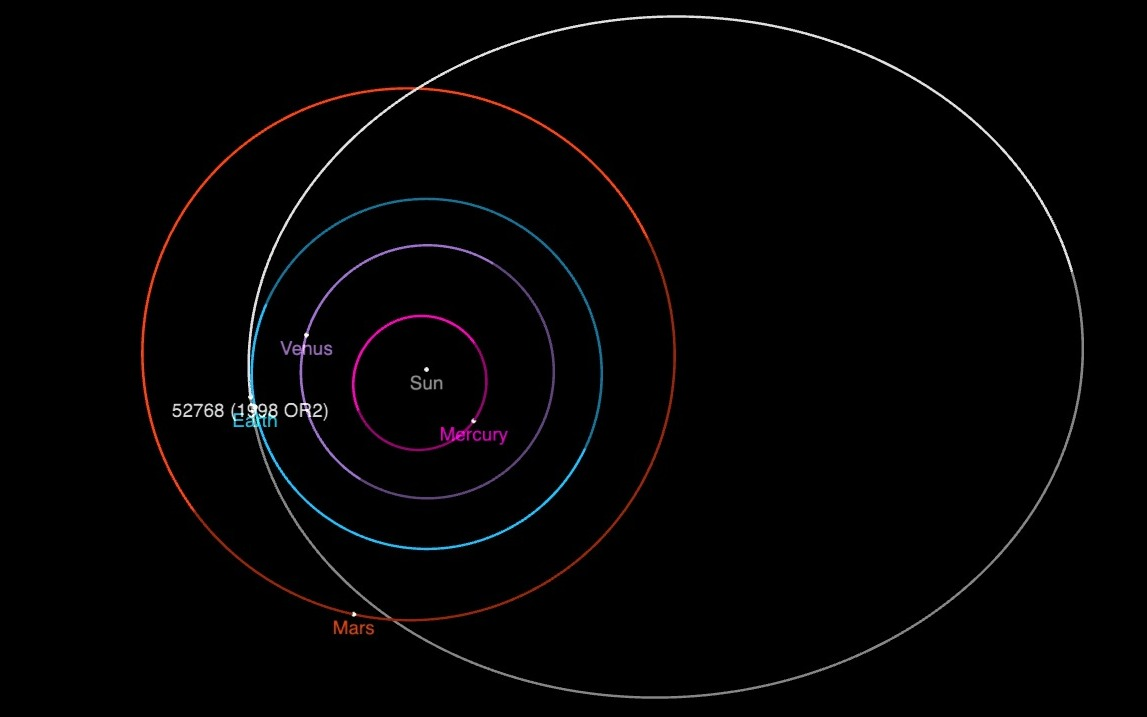

بشدة سطوع قدر مطلق 15.8  1998 OR2 يعتبر الكويكب 1998 OR2 أحد ألمع الكويكبات التي يُفترض أنها ذات خطورة محتملة وأكبرها معروفًا بالنسبة للأرض (انظر قائمة PHA). يقع حاليًا عل مسافة تقاطع مداري دنيا للأرض تبلغ 0.0154 وحدة فلكية (2،300،000 كم) ، والتي تترجم إلى 6.0 مسافات بين الأرض والقمر . في 16 أبريل 2079 ، سيجري هذا الكويكب مواجهة بالقرب من الأرض على مسافة آمنة تبلغ 0.0118 وحد فلكية ( أبعد من القمر 4.59 مرة ) ، ويمر بالقمر عند 0.0092 وحدة فلكية . يحتمل أن يكون مدار الكويكب خطرًا فقط خلال نطاق زمني لمئات السنين ، إن لم يكن آلاف من السنين.
في 29 أبريل 2020 الساعة 09:56 بالتوقيت العالمي ، مر الكويكب على مسافة 0.042 وحدة فلكية (6.3 مليون كيلومتر ؛ تعادل 16 مسافة بين القمر والأرض) من الأرض. مع المشاهدات الأخيرة في أبريل 2020 وقوس مدار المراقبة لمدة 32 عامًا ، عُرفت مسافة الاقتراب عن قرب لعام 2020 بدقة تصل إلى ± 6 كم تقريبًا. (للمقارنة ، سيكون كوكب الزهرة على بعد 0.29 وحدة فلكية أو 43 مليون كيلومتر أو 110 مسافة قمرية من الأرض في 3 يونيو 2020.)

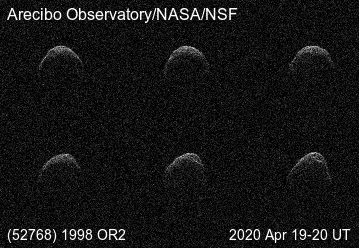
صور رادار ارسيبو للكويكب 1998 OR2 كل ساعتين في أبريل 2020.

## وصلات خارجية
- (52768) 1998 OR2 في قاعدة بيانات مختبر الدفع النفاث لأجرام النظام الشمسي الصغيرة

- الاكتشاف · مخطط المدار ·  العناصر المدارية · المعلمات المادية

- (52768) 1998 OR2 على موقع ويكي سكاي: DSS2, SDSS, GALEX, IRAS, Hydrogen α, X-Ray, Astrophoto, Sky Map, Articles and images